# Groven
Pour l’article homonyme, voir Eivind Groven.
Groven est une petite commune allemande du Schleswig-Holstein, située dans l'arrondissement de Dithmarse (Kreis Dithmarschen), à 14 kilomètres au nord-ouest de la ville de Heide. Groven est l'une des 34 communes de l'Amt Kirchspielslandgemeinden Eider dont le siège est à Hennstedt.